# 5532 Ichinohe
5532 Ichinohe è un asteroide della fascia principale. Scoperto nel 1932, presenta un'orbita caratterizzata da un semiasse maggiore pari a 3,1194521 UA e da un'eccentricità di 0,1390214, inclinata di 1,17402° rispetto all'eclittica.